# Supraventrikulární tachykardie
Supraventrikulární tachykardie (SVT) je obecné označení pro rychlé srdeční arytmie, které mají původ "nad" srdečními komorami - tedy v oblasti srdečních předsíní či atrioventrikulární junkci (z této definice se poněkud vymyká AV reentry tachykardie, na níž se podílí také komory). Obecně se považují tyto arytmie za méně závažné než komorové tachykardie, ale také mohou být životohrožující. Při záznamu EKG je pro ně typické, že QRS komplex, který odpovídá aktivitě srdečních komor, je normálního tvaru – tedy štíhlý, byť s některými výjimkami.
V užším smyslu slova se někdy pojmem supraventrikulární tachykardie označují jen záchvatovité tachykardie, které vychází z AV uzlu (tedy atrioventrikulární nodální reentry tachykardie a atrioventrikulární reentry tachykardie).

## Mechanismus
Základními dvěma mechanismy vzniku supraventrikulární tachykardie jsou zvýšená automacie a reentry.
Zvýšená automacie je stav, kdy existuje v srdci zdroj vzruchů, který tyto generuje rychleji než normální zdroj (pacemaker) - tedy sinoatriální uzel. Srdeční buňky mají schopnost spontánní depolarizace - tedy samovolné změny membránového napětí, kdy po překročení jistého prahového napětí dojde ke vzniku vzruchu (rychlé depolarizaci). Za patologických stavů může existovat zdroj, v jehož buňkách probíhá spontánní depolarizace rychleji než sinoatriálním uzlu, kde je za normálních okolností nejrychlejší. Takový patologický zdroj pak celému srdci vnutí svou frekvenci a může být příčinou tachykardie.
Reentry je stav, kdy dochází abnormálnímu kroužení vzruchu po určité dráze v srdci a kroužící vzruch odtud aktivuje zbytek srdce. Tyto dráhy mohou být různě dlouhé a různě lokalizované, u jednoho nemocného může být dráha stabilní nebo se může v průběhu tachykardie měnit (u fibrilace síní). K tomu, aby mohlo ke kroužení vzruchu dojít, musí být splněno několik podmínek (týkají se rychlosti vedení, zotavovací doby jednotlivých částí dráhy a podobně).

## Dělení

### Formy vycházející zsinoatriálního uzlu
- neadekvátní sinusová tachykardie - často mezi ně řazena není, definici SVT ale splňuje. Jde o zrychlenou činnost samotného sinoatriálního uzlu.
- sinusová reentry tachykardie – záchvatovitá tachykardie vznikající mechanizmem reentry v oblasti sinoatriálního uzlu nebo se na ní podílí také přilehlá svalovina předsíní. EKG nález je stejný jako při běžné sinusové tachykardii, liší se od ní náhlým začátkem a koncem (podobně jako u všech reentry tachykardií).

### Formy mající původ v síních
- ektopická síňová tachykardie - vychází z jednoho ložiska v srdeční síni, které má zvýšenou automacii
- multifokální síňová tachykardie - vzruchy vychází z více (podle definice alespoň ze třech) ložisek v srdečních síních a na EKG se podle toho mění tvar vlny P, která odpovídá aktivitě síní
- fibrilace síní - častá arytmie, která vzniká kroužením vzruchu (reentry) po měnících se okruzích v síních, na rozdíl ostatních arytmií z této skupiny se vyznačuje nepravidelnou srdeční činností
- flutter síní – zde dochází ke kroužení vzruchu po charakteristické dráze v pravé, méně často v levé předsíni

### Formy vycházející zatrioventrikulárního uzlu
- atrioventrikulární nodální reentry tachykardie - vzniká abnormálním kroužením vzruchu v AV uzlu, což za jistých podmínek nastává, pokud jsou v něm přítomny alespoň dvě dráhy s různou rychlostí vedení
- atrioventrikulární reentry tachykardie – podmínkou je přítomnost abnormální spojky mezi předsíněmi a komorami, což je označováno jako preexcitace. Ke kroužení vzruchu dochází po dráze, která zahrnuje předsíně i komory srdeční, mezi nimiž probíhá na jedné straně AV uzlem, na druhé straně abnormální přídatnou spojkou.
- junkční ektopická tachykardie – vzniká na podkladě zvýšené automacie v oblasti Hisova svazku. Vyskytuje se někdy u kojenců ve věku kolem čtyřech až šesti týdnů a bývá obtížně léčitelná, u starších dětí a dospělých je považovaná za méně závažnou poruchu rytmu

## Projevy
Všechny supraventrikulární tachykardie se mohou projevit bušením srdce, celkovou slabostí, závratěmi, případně krátkodobou poruchou vědomí. Při delším trvání ale mohou vést, zejména u lidí se závažnějším srdečním postižením, k srdečnímu selhání.
Vzácněji mohou vést také ke smrti postiženého. Některé typy (zejména fibrilace či flutter síní) mohou mít také další specifické projevy.

## Vyšetření
Základem je elektrokardiografické vyšetření (EKG) v době tachykardie. Pro tuto skupinu tachykardií je typické, že na EKG záznamu je QRS komplex, který odpovídá aktivitě srdečních komor, normálního tvaru – tedy štíhlý (šíře do 0,11 s). U většiny z nich jsou QRS komplexy řazeny pravidelně, typicky nepravidelná je fibrilace síní nebo multifokální síňová tachykardie.
Přítomnost širokého QRS komplexu abnormálního tvaru nevylučuje, že se jedná také o supraventrikulární tachykardii, byť je tento obraz typický pro komorové tachykardie. Abnormální QRS komplex u supraventrikulární tachykardie může být 
- u nemocného, který má dlouhodobě poruchu vedení některým z Tawarovych ramének a tedy již před vznikem SVT má QRS komplex odchylného tvaru
- u nemocných, kteří mají jisté postižení Tawarova raménka, které se při normální srdeční akci neprojeví, ale při objeví se při rychlé frekvenci, což představuje zátěžovou situaci (frekvenčně vázaná blokáda).
- v případě přítomnosti přídatné dráhy (preexcitace), kdy vedení ze síně na komoru se uskutečňuje abnormální cestou (mimo AV uzel) a tedy i šíření po srdečních komorách jde abnormální cestou.

Jednotlivé typy supraventrikulárních arytmií se liší aktivitou předsíní, podle toho se liší také vzhled vln P, které jí odpovídají. Tvar vlny P a její vztahu ke komplexu QRS (případně absence vlny P) je důležitým ukazatelem pro rozlišení jednotlivých typů SVT.
Trvání arytmie je často krátké, takže neumožňuje zachycení při běžném EKG vyšetření. Pak je nutný dlouhodobý záznam – nejčastěji Holterovo monitorování, kdy má nemocný po dobu 24 hodin nalepené elektrody na hrudníku a snímání je prováděno „krabičkou“ zavěšenou u pasu. Existují také záznamové systémy, které si nemocný přikládá jen v době potíží nebo implantabilní záznamníky, které se zašijí z malého řezu pod kůži a dovolují monitorování až po dobu tří let. Tyto jsou vhodné zejména u pacientů s řídkým výskytem arytmie.
Přesnější zhodnocení typu arytmie často není možné z běžného EKG a je nutné použít snímání elektrodou zavedenou do jícnu, který je v těsné blízkosti předsíní, nebo záznamy EKG elektrodami ze srdečních dutin při elektrofyziologickém vyšetření srdce.
Součástí komplexního vyšetření je také ultrazvukové vyšetření srdce či krevní rozbory ke stanovení hladin krevních minerálů, hormonů štítné žlázy a podobně.

## Léčba
Léčebná strategie se zaměřuje jednak na přerušení záchvatu arytmie, jednak na předcházení opakování arytmie.
Na rozdíl od komorových arytmií bývají supraventrikulární tachykardie citlivé na podráždění bloudivého nervu tzv. vagovými manévry jako např. dráždění karotického sinu na krku či usilovným výdechem proti uzavřeným hlasivkám (jakoby tlačení na stolici). Drážděním tohoto nervu, který obsahuje parasympatická nervová vlákna, dochází ke zpomalení tvorby a vedení vzruchu v oblasti SA uzlu a AV uzlu. To někdy vede k přerušení arytmie nebo alespoň k jejímu zpomalení. Jindy je nutno použít antiarytmika, z nichž typicky jen na supraventrikulární tachykardie (resp. jen na některé z nich) je účinný adenosin. Z dalších antiarytmik se používají nejčastěji betablokátory či kalciové blokátory, amiodaron a propafenon. Zejména u flutteru a fibrilace síní se často užívá elektrického výboje – elektrické kardioverze.

V prevenci těchto arytmií se tradičně užívají výše uvedená antiarytmika (krom adenosinu). Především u arytmií na podkladě reentry se dnes stále více užívá odstranění části dráhy reentry okruhu pomocí elektrického proudu zavedeného do srdce cévami pomocí katetrů. Procedura se nazývá radiofrekvenční ablace. Přerušením dráhy se odstraní základní předpoklad pro vznik arytmie a dobře provedený výkon nemocného potíží zbaví. Velmi dobré jsou především výsledky ablace u AVNRT, AVRT a flutteru síní, horší u fibrilace síní. Zákroku předchází podrobné mapování srdce při elektrofyziologickém vyšetření.

Léčba se u jednotlivých typů arytmií liší, jsou vypracované standardy pro léčebný postup.